# Alfred Hoehn
Alfred Hoehn, född 20 oktober 1887 i Oberellen, Thüringen, död 2 augusti 1945 i Königstein im Taunus, var en tysk pianist.
Hoehn blev tidigt känd som konsertpianist och företog vidsträckta konstresor. Han var bosatt i Frankfurt am Main.